# Harige molkreeft
De harige molkreeft (Upogebia deltaura) is een tienpotigensoort uit de familie van de Upogebiidae. De wetenschappelijke naam van de soort werd in 1815 voor het eerst geldig gepubliceerd door William Elford Leach.